# العلاقات الألبانية الجنوب إفريقية
العلاقات الألبانية الجنوب أفريقية هي العلاقات الثنائية التي تجمع بين ألبانيا وجنوب أفريقيا.

## مقارنة بين البلدين
هذه مقارنة عامة ومرجعية للدولتين:
| وجه المقارنة                                              | ألبانيا                                                    | جنوب أفريقيا |
| --------------------------------------------------------- | ---------------------------------------------------------- | --- |
| المساحة (كم2)                                             | 28.75 ألف                                                  | 1.22 مليون |
| عدد السكان (نسمة)                                         | 3.02 مليون                                                 | 57.73 مليون |
| الكثافة السكانية (ن./كم²)                                 | 105.04                                                     | 47.32 |
| العاصمة                                                   | تيرانا                                                     | بريتوريا، بلومفونتين، كيب تاون |
| اللغة الرسمية                                             | اللغة الألبانية                                            | لغة إنجليزية، اللغة الأفريقانية، اللغة النديبلي الجنوبية، اللغة السوثو الشمالية، اللغة السوتية، لغة سوازي، اللغة التسونجا، اللغة التسوانية، اللغة الفيندية، اللغة الكوسية، اللغة الزولوية |
| العملة                                                    | ليك ألباني                                                 | راند جنوب أفريقي |
| الناتج المحلي الإجمالي (بليون دولار)                      | 13.04 مليار                                                | 349.42 مليار |
| الناتج المحلي الإجمالي (تعادل القوة الشرائية) بليون دولار | 33.17 مليار                                                | 725.91 مليار |
| الناتج المحلي الإجمالي الاسمي للفرد دولار أمريكي          | 3.94 ألف                                                   | 5.72 ألف |
| الناتج المحلي الإجمالي للفرد دولار أمريكي                 | 11.11 ألف                                                  | 13.05 ألف |
| مؤشر التنمية البشرية                                      | 0.764                                                      | 0.666 |
| رمز المكالمات الدولي                                      | +355                                                       | +27 |
| رمز الإنترنت                                              | .al                                                        | .za |
| المنطقة الزمنية                                           | توقيت وسط أوروبا، ت ع م+01:00، ت ع م+02:00، أوروبا/تيرانا ‏ | ت ع م+02:00، أفريقيا/جوهانسبرغ ‏ |

## منظمات دولية مشتركة
يشترك البلدان في عضوية مجموعة من المنظمات الدولية، منها:
| علم المنظمة | اسم المنظمة                        | تاريخ انضمام ألبانيا | تاريخ انضمام جنوب أفريقيا |
| ----------- | ---------------------------------- | -------------------- | ------------------------- |
|             | الاتحاد البريدي العالمي            | ?                    | ?                         |
|             | مؤسسة التنمية الدولية              | 15 أكتوبر 1991       | 12 أكتوبر 1960            |
|             | منظمة حظر الأسلحة الكيميائية       | ?                    | ?                         |
|             | منظمة التجارة العالمية             | ?                    | 1995                      |
|             | الأمم المتحدة                      | 14 ديسمبر 1955       | 7 نوفمبر 1945             |
|             | وكالة ضمان الاستثمار متعدد الأطراف | 15 أكتوبر 1991       | 10 مارس 1994              |
|             | منظمة الشرطة الجنائية الدولية      | ?                    | ?                         |
|             | مؤسسة التمويل الدولية              | 15 أكتوبر 1991       | 3 أبريل 1957              |
|             | الاتحاد الدولي للاتصالات           | 2 يونيو 1922         | 1910                      |
|             | البنك الدولي للإنشاء والتعمير      | 15 أكتوبر 1991       | 27 ديسمبر 1945            |
|             | يونسكو                             | 16 أكتوبر 1958       | 4 نوفمبر 1946             |

## وصلات خارجية
- موقع وزارة الخارجية الألبانية
- موقع وزارة الخارجية الجنوب أفريقية